# Saint-Cirice
Saint-Cirice (okzitanisch Sent Cirici) ist eine französische Gemeinde im Département Tarn-et-Garonne in der Region Okzitanien (vor 2016: Midi-Pyrénées). Die 148 Einwohner (Stand: 1. Januar 2022) zählende Gemeinde liegt im Arrondissement Castelsarrasin und ist Teil des Kantons Garonne-Lomagne-Brulhois (bis 2015: Kanton Auvillar). Die Einwohner werden Saint-Ciriçois genannt.

## Geografie
Saint-Cirice liegt etwa 40 Kilometer westnordwestlich von Montauban. Umgeben wird Saint-Cirice von den Nachbargemeinden Saint-Loup im Norden und Nordosten, Auvillar im Osten, Saint-Antoine im Süden, Sistels im Westen sowie Donzac im Nordwesten.
| Jahr      | 1962 | 1968 | 1975 | 1982 | 1990 | 1999 | 2006 | 2013 |
| --------- | ---- | ---- | ---- | ---- | ---- | ---- | ---- | ---- |
| Einwohner | 142  | 136  | 138  | 109  | 136  | 136  | 166  | 162  |

## Sehenswürdigkeiten
- Kirche Saint-Cyr-et-Sainte-Julitte

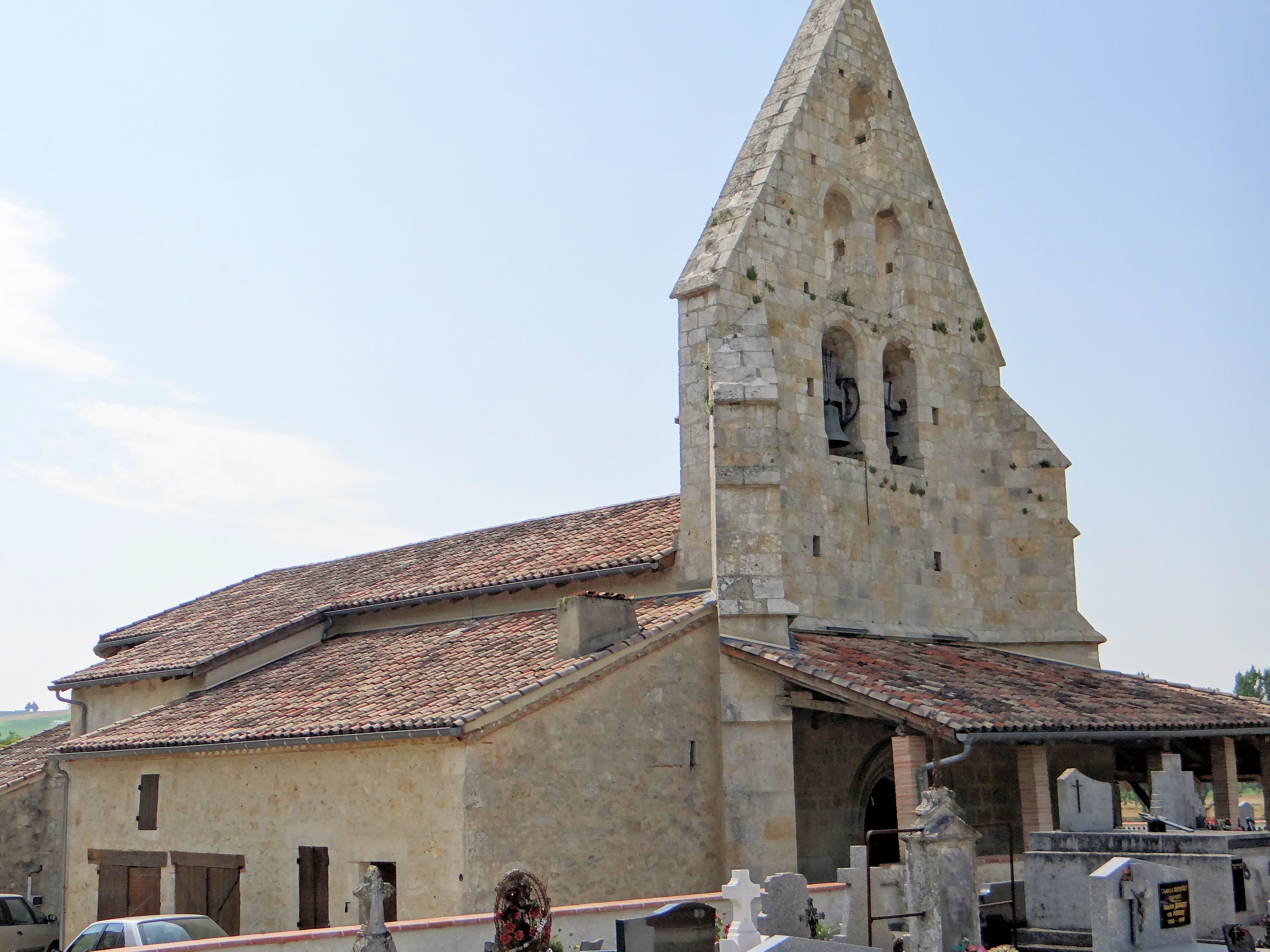
Kirche Saint-Cyr-et-Sainte-Julitte